# Roeien op de Olympische Zomerspelen 2020 – Dubbel-vier vrouwen
De dubbelvier voor vrouwen bij het roeien op de Olympische Zomerspelen 2020 vond plaats van 23 tot en met 27 juli 2021 op de Sea Forest Waterway in Tokio. 

## Kwalificatie
| Toernooi                                      | Datum                          | Locatie    | Plaatsen | Gekwalificeerd   | Geselecteerde roeisters                                                   |
| --------------------------------------------- | ------------------------------ | ---------- | -------- | ---------------- | ------------------------------------------------------------------------- |
| Wereldkampioenschappen 2019                   | 25 augustus – 1 september 2019 | Ottensheim | 8        | Nederland        | Inge Janssen Laila Youssifou Nicole Beukers Olivia van Rooijen            |
| Wereldkampioenschappen 2019                   | 25 augustus – 1 september 2019 | Ottensheim | 8        | China            | Chen Yunxia Zhang Ling Lü Yang Cui Xiaotong                               |
| Wereldkampioenschappen 2019                   | 25 augustus – 1 september 2019 | Ottensheim | 8        | Polen            | Agnieszka Kobus-Zawojska Marta Wieliczko Katarzyna Zillmann Maria Sajdak  |
| Wereldkampioenschappen 2019                   | 25 augustus – 1 september 2019 | Ottensheim | 8        | Duitsland        | Frieda Hämmerling Franziska Kampmann Carlotta Nwajide Daniela Schultze    |
| Wereldkampioenschappen 2019                   | 25 augustus – 1 september 2019 | Ottensheim | 8        | Groot-Brittannië | Mathilda Hodgkins-Byrne Hannah Scott Charlotte Hodgkins-Byrne Lucy Glover |
| Wereldkampioenschappen 2019                   | 25 augustus – 1 september 2019 | Ottensheim | 8        | Nieuw-Zeeland    | Olivia Loe Eve MacFarlane Ruby Tew Georgia Nugent-O'Leary                 |
| Wereldkampioenschappen 2019                   | 25 augustus – 1 september 2019 | Ottensheim | 8        | Verenigde Staten | Meghan O'Leary Ellen Tomek Cicely Madden Alie Rusher                      |
| Wereldkampioenschappen 2019                   | 25 augustus – 1 september 2019 | Ottensheim | 8        | Italië           | Valentina Iseppi Alessandra Montesan Veronica Lisi Stefania Gobbi         |
| Internationaal olympisch kwalificatietoernooi | 16 – 18 mei 2021               | Luzern     | 2        | Australië        | Caitlin Cronin Harriet Hudson Rowena Meredith Ria Thompson                |
| Internationaal olympisch kwalificatietoernooi | 16 – 18 mei 2021               | Luzern     | 2        | Frankrijk        | Emma Lunatti Marie Jacquet Margaux Bailleul Violaine Aernoudts            |
| Totaal                                        |                                |            | 10       |                  |                                                                           |

## Programma
De competitie wordt georganiseerd over vijf dagen.
Alle tijden zijn Japanse Standaardtijd (UTC+9)
| Datum                 | Tijd  | Ronde      |
| --------------------- | ----- | ---------- |
| Vrijdag 23 juli 2021  | 11:50 | Series     |
| Zondag 25 juli 2021   | 10:50 | Herkansing |
| Woensdag 28 juli 2021 | 9:00  | Finale B   |
| Woensdag 28 juli 2021 | 10:50 | Finale A   |

## Resultaten

### Series
De eerste twee van beide series plaatsen zich voor de finale op dinsdag 27 juli 2021, alle anderen zijn veroordeeld tot de herkansing op zondag 25 juli 2021.

#### Serie 1
| Rang | Roeisters                                                                 | Land             | Tijd    | Baan |   |
| ---- | ------------------------------------------------------------------------- | ---------------- | ------- | ---- | - |
| 1    | Daniela Schultze Franziska Kampmann Carlotta Nwajide Frieda Hammerling    | Duitsland        | 6:18,22 | 2    | Q |
| 2    | Laila Youssifou Inge Janssen Olivia van Rooijen Nicole Beukers            | Nederland        | 6:19,36 | 4    | Q |
| 3    | Hannah Scott Mathilda Hodgkins-Byrne Charlotte Hodgkins-Byrne Lucy Glover | Groot-Brittannië | 6:20,80 | 1    | H |
| 4    | Georgia Nugent-O'Leary Ruby Tew Eve MacFarlane Olivia Loe                 | Nieuw-Zeeland    | 6:25,23 | 3    | H |
| 5    | Cicely Madden Alison Rusher Meghan O'Leary Ellen Tomek                    | Verenigde Staten | 6:34,36 | 5    | H |

#### Serie 2
| Rang | Roeisters                                                          | Land      | Tijd    | Baan |   |
| ---- | ------------------------------------------------------------------ | --------- | ------- | ---- | - |
| 1    | Yunxia Chen Ling Zhang Yang Lü Xiaotong Cui                        | China     | 6:14,32 | 2    | Q |
| 2    | Agnieszka Kobus Marta Wieliczko Maria Sajdak Katarzyna Zillmann    | Polen     | 6:18,62 | 1    | Q |
| 3    | Valentina Iseppi Alessandra Montesano Veronica Lisi Stefania Gobbi | Italië    | 6:20,45 | 4    | H |
| 4    | Ria Thompson Rowena Meredith Harriet Hudson Caitlin Cronin         | Australië | 6:26,21 | 5    | H |
| 5    | Violaine Aernoudts Margaux Vailleul Marie Jacquet Emma Lunatti     | Frankrijk | 6:33,64 | 3    | H |

### Herkansing
De eerste twee boten in de herkansing kwalificeerden zich voor de A-finale. De overige deelnmemers gingen naar de B-finale.
| Rang | Baan | Roeisters                                                                  | Land             | Tijd    | Opmerkingen |
| ---- | ---- | -------------------------------------------------------------------------- | ---------------- | ------- | ----------- |
| 1    | 2    | Ria Thompson Rowena Meredith Harriet Hudson Caitlin Cronin                 | Australië        | 6.36,67 | FA          |
| 2    | 3    | Valentina Iseppi Alessandra Montesano Veronica Lisi Stefania Gobbi         | Italië           | 6.37,44 | FA          |
| 3    | 5    | Georgia Nugent-O'Leary Ruby Tew Eve MacFarlane Olivia Loe                  | Nieuw-Zeeland    | 6.39,91 | FB          |
| 4    | 4    | HHannah Scott Mathilda Hodgkins-Byrne Charlotte Hodgkins-Byrne Lucy Glover | Groot-Brittannië | 6.42,97 | FB          |
| 5    | 6    | Violaine Aernoudts Margaux Bailleul Marie Jacquet Emma Lunatti             | Frankrijk        | 6.47,41 | FB          |
| 6    | 1    | Cicely Madden Alison Rusher Meghan O'Leary Ellen Tomek                     | Verenigde Staten | 6.50,74 | FB          |

### Finales

#### Finale B
| Rang | Baan | Roeisters                                                                 | Land             | Tijd    | Opmerkingen |
| ---- | ---- | ------------------------------------------------------------------------- | ---------------- | ------- | ----------- |
| 7    | 2    | Hannah Scott Mathilda Hodgkins-Byrne Charlotte Hodgkins-Byrne Lucy Glover | Groot-Brittannië | 6.25,14 |             |
| 8    | 3    | Georgia Nugent-O'Leary Ruby Tew Eve MacFarlane Olivia Loe                 | Nieuw-Zeeland    | 6.29,00 |             |
| 9    | 4    | Violaine Aernoudts Margaux Bailleul Marie Jacquet Emma Lunatti            | Frankrijk        | 6.29,70 |             |
| 10   | 1    | Cicely Madden Alison Rusher Meghan O'Leary Ellen Tomek                    | Verenigde Staten | 6.30,03 |             |

#### Finale A
| Rang   | Baan | Roeisters                                                              | Land      | Tijd    | Opmerkingen |
| ------ | ---- | ---------------------------------------------------------------------- | --------- | ------- | ----------- |
| Goud   | 3    | Chen Yunxia Zhang Ling Lü Yang Cui Xiaotong                            | China     | 6.05,13 | OB, WB      |
| Zilver | 5    | Agnieszka Kobus Marta Wieliczko Maria Sajdak Katarzyna Zillmann        | Polen     | 6.11,36 |             |
| Brons  | 6    | Ria Thompson Rowena Meredith Harriet Hudson Caitlin Cronin             | Australië | 6.12,08 |             |
| 4      | 1    | Valentina Iseppi Alessandra Montesano Veronica Lisi Stefania Gobbi     | Italië    | 6.13,33 |             |
| 5      | 4    | Daniela Schultze Franziska Kampmann Carlotta Nwajide Frieda Hämmerling | Duitsland | 6.13,41 |             |
| 6      | 2    | Laila Youssifou Inge Janssen Olivia van Rooijen Nicole Beukers         | Nederland | 6.15,75 |             |